# ماليفيسنت (فلم)
ماليفيسنت (الشريرة) هو فيلم خيال أمريكي صدر عام 2014، من بطولة أنجلينا جولي في دور الشخصية الرئيسية. أخرج الفيلم روبرت سترومبرغ، وكتب السيناريو ليندا وولفرتون. ويشارك في بطولته كل من شارلتو كوبلي، وإيلي فانينغ، وسام رايلي، وإيميلدا ستونتون، وجونو تمبل، وليزلي مانفيل في أدوار مساندة.
يستند الفيلم بشكل فضفاض إلى الحكاية الخيالية الأصلية التي كتبها شارل بيرو، وكذلك إلى فيلم الرسوم المتحركة "الجميلة النائمة" الصادر عام 1959 من إنتاج والت ديزني. ويقدّم الفيلم القصة من منظور الشخصية الخصمة التي تحمل الاسم نفسه، مسلّطًا الضوء على علاقتها المعقّدة بالأميرة والملك في مملكة فاسدة.
أعلنت شركة "والت ديزني بيكتشرز" عن تطوير الفيلم في عام 2010، مع جو روث كمنتج، وأنجلينا جولي، ودون هان، ومايكل فييرا كمنتجين تنفيذيين. جرى التصوير الرئيسي بين يونيو وأكتوبر 2012. وعُرض العرض الخاص للفيلم في لندن بتاريخ 9 مايو 2014، في قصر كنسينغتون.
عُرض فيلم ماليفيسنت لأول مرة في سينما الكابيتان بهوليوود في 28 مايو 2014، وصدر في المملكة المتحدة في اليوم نفسه. وتم إطلاقه في الولايات المتحدة في 30 مايو 2014 بتنسيقات ديزني الرقمية ثلاثية الأبعاد، وآيماكس، وريال دي، بالإضافة إلى صيغ العرض التقليدية.
تلقّى الفيلم مراجعات متفاوتة من النقّاد؛ حيث نال الثناء على التصوير، والأزياء، والموسيقى التصويرية، وأداء جولي، في حين تعرّض للنقد بسبب ضعف السيناريو وتفاوت النبرة. ومع ذلك، حقق الفيلم نجاحًا تجاريًا كبيرًا، إذ بلغت إيراداته أكثر من 758 مليون دولار حول العالم، ليصبح رابع أعلى الأفلام إيرادًا في عام 2014، وأعلى فيلم من بطولة أنجلينا جولي.
رُشّح الفيلم لجائزة الأوسكار لأفضل تصميم أزياء في حفل توزيع جوائز الأوسكار السابع والثمانين. وقد صدر جزءٌ ثانٍ بعنوان ماليفيسنت: عشيقة الشر في 18 أكتوبر 2019.

## القصة
ماليفيسنت هي جنية قوية تعيش في مورز، عالم غابة سحري على حدود مملكة بشرية. عندما كانت فتاة صغيرة، تلتقي ماليفيسنت بفتى بشري من الفلاحين يُدعى ستيفان ويقع في حبها. في عيد ميلاد ماليفيسنت السادس عشر، أعطاها ما يسميه قبلة الحب الحقيقي، لكن هذا لم يكن كذلك. يطغى الطموح على حبه، ومع تقدمهما في السن، ينفصل الاثنان ويصبح ماليفسنت حاميًا للمورز.
عندما حاول الملك هنري غزو المغاربة، أصابته ماليفسنت بجروح قاتلة، مما أجبره على التراجع. بينما يكذب وهو يحتضر، يعلن أن من قتل ماليفيسنت سيُسمّى خليفته ويتزوج ابنته. يزور ستيفان ماليفيسنت في مورز ويخدّرها، لكنه لا يستطيع أن يقتلها. بدلا من ذلك، يقطع جناحيها باستخدام الحديد، وهو قاتل للجنيات، ويقدمها للملك. دمرتها خيانة ستيفان، تتحول المنطقة الغربية (مورز) إلى مملكة الظلام.
ذات يوم، ماليفسنت رأت صياداً وقد اصطاد غراباً فساعدت الغراب للنجاة بتحويله إلى انسان، فأصبح خادمها، وبغيابهم، أصبح هو جانحيها
بعد مرور بعض الوقت، أبلغ الغراب ديافل ماليفسنت أن أورورا ابنة الملك ستيفان المولودة حديثًا سيتم الاحتفال بمولدها. فتذهب ماليفسنت دون دعوة وتلعن الأميرة الرضيعة؛ في عيد ميلادها السادس عشر، ستقوم بوخز إصبعها على عجلة مغزل وتسقط في نوم دائم. تسخر ماليفسنت من طلب الملك للرحمة، لكنها تغير شيئاً من اللعنة؛ يمكن كسر اللعنة بقبلة الحب الحقيقية، والتي يعتقد ماليفيسنت وستيفان أنها غير موجودة.
يرسل ستيفان أورورا بعيدًا للعيش مع ثلاثة أنواع من الجنيات - نوتجراس وثيسلويت وفليتل - لحمايتها حتى اليوم الذي يلي عيد ميلادها السادس عشر. يدمر الملك كل عجلة مغزل في المملكة ويخفي بقاياها في زنزانة القلعة. يرسل ستيفان جيوشه للعثور على ماليفيسنت وقتلها، لكنها تحيط المملكة بجدار من الأشواك لا يمكن اختراقه لحماية نفسها وسكان المورز من الجنود. في محاولة لمنع اللعنة، ينزلق ستيفان إلى الجنون والبارانويا، حتى أنه يتجاهل رؤية زوجته على فراش الموت. تجد ماليفيسنت الجنيات ومقر إقامة أورورا.
مع مرور السنين، تراقب ماليفيسنت وديافال عن كثب أورورا. إنها تحافظ على مسافة من أورورا وتراقبها من بعيد لأنها «لا تحب الأطفال». كانت ماليفيسنت تراقبها وهي تنمو وبدأت تدريجيًا في رعاية أورورا الصغيرة عندما تفشل الجنيات المتعثرة والمهملة في الاعتناء بها بشكل صحيح. بعد مقابلة أورورا لفترة وجيزة، تراقبها ماليفيسنت من بعيد. عندما بلغت أورورا 15 عامًا، تصادف ماليفيسنت. تدرك أورورا أنها تخضع للمراقبة، وتعتقد أن ماليفيسنت هي «عرابتها الجنية».رق قلب ماليفسنت على الفتاة وحاولت التراجع عن اللعنة دون جدوى، لأنها غير قابلة للكسر إلا بقبلة حب حقيقية. في هذه الأثناء، في الغابة، تلتقي أورورا بأمير شاب يدعى فيليب، وينجذب الاثنان إلى بعضهما البعض.
في اليوم السابق لميلاد أورورا السادس عشر، أخبرت أورورا ماليفيسنت أنها تود العيش معها في المورز. عندما تعود أورورا إلى الكوخ، تخبر الجنيات عن غير قصد أورورا بماضيها وهوية ماليفيسنت الحقيقية. ركضت أورورا إلى قلعة والدها، مستاءة من أن ماليفيسنت لم تخبرها أبدًا عن اللعنة.
لحماية أورورا، يحبسها ستيفان في غرفة بينما كان يخطط لقتل ماليفيسنت ، لكن قوة اللعنة تجذب أورورا إلى الزنزانة. أورورا تضغط بإصبعها على عجلة مغزل وتغرق في نوم عميق، وتبدأ باللعنة. ماليفسنت، عازمة على إنقاذها، تختطف فيليب وتتسلل إلى قلعة الملك ستيفان. فشلت قبلة فيليب في إيقاظ أورورا. أخيرًا ندمت على أخطائها الماضية، تعتذر ماليفسنت لأورورا وتبكي وتقبل جبهتها. تستيقظ أورورا، حيث تُعتبر مشاعر ماليفيسنت الأمومة تجاه ابنتها حبًا حقيقيًا.
بينما يحاول ماليفيسنت وأورورا المغادرة، نصب لهم ستيفان وحراسه كمينًا لهم. يتم إسقاط شبكة حديدية على ماليفسنت. فتقوم ماليفسنت بتحويل الغراب ديافال إلى تنين يقاتل حراس ستيفان، ولكن يتم القبض عليه في النهاية أيضًا. قبل أن يوجه ستيفان الضربة القاتلة، تجد أورورا أجنحة ماليفيسنت المحبوسة وتطلقها. يطيرون إلى ماليفيسنت ويعيدون ربط أنفسهم. فتحمل ماليفيسنت ستيفان إلى أعلى أعلى برج في القلعة، وهو يهاجمها وهي ترتفع أكثر بعيدًا، وترمي ماليفسنت نفسها مع الملك من الاعلى متشابكين. وتفتح ماليفسنت جناحيها وتوقع ستيفان ويسقط حتى وفاته.
في النهاية، تعيد ماليفيسنت مورز إلى مجدها السابق، وتتنازل عن منصبها لأورورا التي توجت ملكة المستنقعات (مورز) لتوحيد المملكتين إلى الأبد.

## ملخص الحبكة
تدور القصة حول ماليفسنت الجنيه الصغيرة التي تربت في إحدى المدن مع مخلوقات غريبه وثلاث جنيات واللواتي يجسد أدوارهن إيميلدا ستانتون وليزلي مانفيل وجونو تيمبل.
تلتقي ماليفسنت بالغلام البشري ستيفان، فتربطها به علاقه صداقة قوية سرعان ما تتحول إلى حب يجمعهما في سن المراهقة. يكبر ستيفان وماليفسنت عاشقان لبعضهما البعض رغم أختلافهما وكره ماليفسنت للبشر الذين يهاجمون بلدتها والمحاولين قتلها إلا أن ستيفان كان يغير نظرتها للبشر.
كان جل أحلام ستيفان ان يعيش في القصر وأن يصبح ملكاً حتى أصبح جشعاً وتخلى عن ماليفسنت وقطع جناحها ذاهباً به للملك وتزوج ابنة الملك، وهنا ثار الحقد في قلب ماليفسنت حتى أصبحت شريرة وحينما رزق بولد أرادت الانتقام منه وكما المعتاد في قصة الأميرة النائمة ذهبت ماليفسنت إلى الطفلة والقت عليها تعويذة بأنها وهي في عيد ميلادها ال 16 ستنام للأبد ولن تبطل هذه التعويذة إلا بقبلة حب حقيقي.
تربت الطفلة أرورا في إحدى الاكواخ على يد الثلاث جنيات بأمر من والدها حتى تبقى بعيدة عن القصر خشية أن تصاب بأذى وأمرهم أن يحضروها في عيد ميلادها السادس عشر ويوم، واثناء رحلة حياتها في ذلك الكوخ كانت ماليفسنت تراقبها دائماً، تذهب إليها عندما تنام الجنيات أو ينشغلن ورغم ذلك الحقد كانت تساعدها أحياناً وبأسلوب بغيض رغم مظهر ماليفسنت الغريب كانت أرورا لا تخافها وتبتسم لها دائماً رغم فظاظه ماليفسنت كبرت أرورا التي لعبت دورها إيلي فانينج واقترب عيد ميلادها السادس عشر لكن في إحدى الايام التقت أرورا بماليفسنت واستطاعت التعرف عليها وأصبحتا تحبان بعضهما.
أرورا كانت كل يوم تغادر كوخ الثلاث جنيات لتزوز ماليفسنت وتمرح معها
وفي اليوم السابق لعيد ميلادها السادس عشر حاولت ماليفسنت أزالة التعويذة لكنها فشلت
ولكن هناك شاب التقى بأروروا وأعجب بها فاطمأنت ماليفسنت بأن هذا هو الشاب المطلوب الذي سيزيل التعويذة بقبلته وعندما أخبرت الجنيات الثلاث أرورا عن قصتها وعن تعويذه ماليفسنت
أصيبت بصدمة كبيرة وغادرت إلى القصر وهناك التقت بوالدها الذي أمر بحبسها ففرت هاربه حتى أصابتها التعويذة فنامت ماليفسنت أسرعت واخذت ذلك الشاب كي يقبلها وتزول التعويذة وقبلها ذلك الشاب ولكن لم تزل التعويذة فلم يكن يحبها حب حقيقي بكت ماليفسنت وذهبت لأرورا تقبلها فاستيقضت أرورا، وأكتشفت أن حبها حقيقي ليس بالضرورة فقط حب الحبيب فهناك حب أكبر

## فريق العمل

### ابطال رئيسين
- أنجلينا جولي.
- شارلتو كوبلي.
- إيل فانينغ.
- سام رايلاي.

- أنجلينا جولي هي ماليفيسنت، وهي خرافية وملكة المورز السابقة. تستند ماليفيسنت بشكل فضفاض إلى العرابة الخيالية الشريرة من القصة الخيالية الأصلية، على الرغم من أن الفيلم يصورها (وكذلك ستيفان) على أنها مأساوية وليست شريرة.
  - إيزوبيل مولوي هي شاب مؤذ.
  - Ella Purnell هي ماليفيسنت في مرحلة المراهقة.
- شارلتو كوبلي هو ستيفان،[3] صديق الطفولة القديم للمورز الذي يأخذ أجنحة ماليفيسنت.
  - مايكل هيجينز هو يونغ ستيفان.
  - جاكسون بيوز هو في سن المراهقة ستيفان.
- إيل فانينغ هي أورورا، ابنة الملك ستيفان.
  - فيفيان جولي-بيت هي أورورا (5 سنوات).
  - إليانور ورثينجتون كوكس هي أورورا (8 سنوات).
- Sam Riley هو ديافال، وهو غراب أعطى شكل بشري من قبل ماليفيسنت.[3]
- Imelda Staunton هي نوتجراس،[3] جنية حمراء. صورت ستونتون شكلها البشري وقدمت التقاط الحركة لشكلها الخيالي.
- Juno Temple هو ثيسلويت،[4] جنية خضراء. صورت تيمبل شكلها البشري وقدمت التقاط الحركة لشكلها الخيالي.
- ليزلي مانفيل هي فليتل،[3] جنية زرقاء. صورت مانفيل شكلها البشري وقدمت التقاط الحركة لشكلها الخيالي.
- برينتون ثويتس هو الأمير فيليب،[5] أمير يصادق أورورا.
- كينيث كرانهام هو الملك هنري،[3][6] ملك وسلف ستيفان، الذي حاول الاستيلاء على المور.
- هانا نيو هي الأميرة ليلى، ابنة الملك هنري وزوجة ستيفان.
- جانيت ماكتير هي الراوية وهي شفق مسن.

## إنتاج
كانت أنجلينا جولي مرتبطة بالمشروع منذ مارس 2010، عندما اختار تيم بيرتون، الذي خطط مبدئيًا لتوجيهه، عدم متابعته. نشأت رغبة جولي في لعب هذا الدور من حبها للشخصية عندما كانت طفلة صغيرة. تم تكليف ليندا وولفرتون بكتابة سيناريو الفيلم. في 6 يناير 2012، أعلنت ديزني أن روبرت سترومبرج، الذي قام بإنتاج فلمي أليس في بلاد العجائب (فيلم 2010) و أوز: العظيم والقوي، سيخرج الفيلم. تم التعاقد مع جو روث ودون هان وريتشارد دي زانوك كمنتجين، على الرغم من وفاة زانوك في وقت لاحق من ذلك العام. قال روث إن الفيلم لم يكن ليُصنع لو لم توافق جولي على لعب دور البطولة: «بدت وكأنها الشخص الوحيد الذي يمكنه لعب الدور. لم يكن هناك أي نقطة في صنع الفيلم لو لم يكن لها». وفقًا ل هان، تم تعيين الفيلم في الأصل ليكون رسومًا متحركة، ولكن تم تغييره إلى ميزة الحركة الحية بعد اختيار جولي.
في مارس 2012، ورد أن إيل فانينغ تجري محادثات عن دور الأميرة أورورا، الجميلة النائمة. تم الإعلان عن اختيارها رسميًا في مايو 2012، جنبًا إلى جنب مع شارلتو كوبلي كقائد ذكر، الملك ستيفان، والد الأميرة أورورا، ثم وصفه بأنه نصف إنسان ونصف خرافية ابن ملك بشري، إلى جانب إيميلدا ستونتون؛ ميراندا ريتشاردسون بدور الملكة أولا، ثم وصفت بأنها ملكة خرافية هي عمة ماليفيسنت مع كره لابنة أختها؛ كينيث كرانهام كملك؛ سام رايلاي بدور ديافال، وهو غراب يتحول إلى شكل بشري وهو اليد اليمنى لماليفيسنت ؛ وليزلي مانفيل.
سلط المخرج سترومبيرج الضوء على التناقض «الرائع» بين الممثلتين الرئيسيتين، إيل فانينج وأنجلينا جولي، واصفا شخصية أورورا بأنها «منارة الضوء» التي كان يتطلع إلى مزجها مع ظلام ماليفيسنت.

## كتابة
مر سيناريو ليندا وولفرتون ب 15 نسخة على الأقل مع تقدم الفيلم في الإنتاج. قال المخرج روبرت سترومبرغ: «التقيت عدة مرات بالكاتبة ليندا وولفرتون. لقد أجرينا الكثير من مناقشات المائدة المستديرة وقمنا بالتخلص من الدهون قدر الإمكان، وقمنا بتنقية القصة قدر الإمكان». في بعض الإصدارات السابقة من القصة، كان ستيفان هو نصف إنسان، نصف خرافية نذل للملك هنري. تضمنت نسخة السيناريو التي تم إطلاقها في الأصل شخصيتين تدعى الملكة أولا والملك كينلوخ، والملكة الخيالية والملك الخيالي للمورز، وخالة ماليفيسنت وعمه. تم تصوير ميراندا ريتشاردسون وبيتر كابالدي وتصوير مشاهد الملكة أولا والملك كينلوش، ولكن تم قطع أدوارهما في عملية التحرير مع أكثر من 15 دقيقة من الفصل الأول من الفيلم. قال سترومبيرج: «لقد أمضينا وقتًا أطول قليلاً في الأصل في عالم الجنيات قبل أن ندخل في الجانب الإنساني للأشياء... أردنا الحصول عليه [الفيلم] في أقل من ساعتين. لذلك قطعنا حوالي 15 دقيقة من الفصل الأول، ثم كان لابد من حلها مع بعض عمليات إعادة التصوير الأساسية.»
ادعى سترومبيرج لاحقًا في مقابلة أنه استخدم رواية قصة عاطفية «قديمة» للفيلم ووصفه بأنه «الإثارة الأكبر» ضد كل التطورات التكنولوجية. «والطريقة التي نلعب بها هي أن لدينا شخصًا ربما يكون في حالة حب ولكنه تعرض للخيانة ولا يؤمن بوجود الحب الحقيقي. حتى المعنوية لذلك هو يمكننا جميعا يشعر الظلام أنفسنا ولكن لا تفقد الأمل لأن هناك ضوء في الأماكن التي نحن قد لا تكون في انتظار»، وأوضح.

### التصوير
بدأ التصوير الرئيسي في 13 يونيو 2012. تم تصوير بعض التصوير في ريف باكينجهامشير.

### إعادة التصوير
ساعد جون لي هانكوك سترومبرج في إعادة تصوير الفيلم. Hancock، الذي كان قد انتهى لتوه من الإشراف على مراحل ما بعد الإنتاج النهائية ل إنقاذ السيد بانكس، اتصل به المنتج Joe Roth، الذي كان قد عمل معه في بياض الثلج والصياد (فيلم). قال روث: «إنه لا يخرج. لقد كتب الصفحات، وعينت مخرجًا لأول مرة، ومن الجيد أن يكون في موقع التصوير». سُئل روث عن سبب تكليف «فيلم بهذا الحجم بمخرج مبتدئ»، وأشار إلى أن سترومبيرج فاز بجوائز الأوسكار لتصميم الإنتاج في أفاتار وأليس في بلاد العجائب. قال روث: «الفيلم رائع المظهر، وآخر 75 دقيقة ممتعة حقًا. كانت المشكلة هي الافتتاح، الذي أعيد عرضه على مدار ثمانية أيام».

### تأثيرات بصرية
كمصمم إنتاج سابق، سعى سترومبيرج إلى تحقيق التوازن بين استخدام التأثيرات العملية والتأثيرات الناتجة عن الكمبيوتر. على سبيل المثال، في حين تم إنشاء أبواق ماليفيسنت والأطراف الاصطناعية للوجه من قبل فنان الماكياج ريك بيكر، فقد التقط المجال الرقمي التقاط صورة للوجه من إميلدا ستونتون ليزلي مانفيل جونو تيمبل من أجل إنشاء الجنيات الثلاثة بأصالة عالية بمساعدة تزوير خاص من ديزني البحث في زيورخ. بالنسبة للعناصر المرئية، أراد سترومبيرج جعلها «أكثر تماسكًا» و «ليست سريالية للغاية» لأنها قد تشتت الانتباه عن بساطة القصة. كما أعرب عن أسفه لعدم استخدام مجموعات أكبر والسماح للممثلين بالعمل في بيئة أكثر واقعية، على «مجموعات حقيقية بأضواء حقيقية».

## موسيقى
تم التعاقد مع جيمس نيوتن هوارد لتسجيل الفيلم في أكتوبر 2012. في 23 يناير 2014، أُعلن عن الفنانة لانا ديل ري أنها تغطي أغنية «ذات مرة في الحلم (الجميلة النائمة أغنية)»، من فيلم الجميلة النائمة لعام 1959، كأغنية رئيسية ل ماليفيسنت. أغنية «ذات مرة في الحلم» مستوحاة من جراند والتز من رقص الباليه الجميلة النائمة من تأليف الملحن الروسي تشايكوفسكي.
تم إصدار الأغنية المنفردة في 26 يناير 2014 وتم إتاحتها مجانًا لفترة محدودة من خلال Google Play.

### قائمة التشغيل
| #   | عنوان                  | المدة |
| --- | ---------------------- | ----- |
| 1.  | "Maleficent Suite"     | 6:38  |
| 2.  | "Welcome to the Moors" | 1:05  |
| 3.  | "Maleficent Flies"     | 4:39  |
| 4.  | "Battle of the Moors"  | 4:58  |
| 5.  | "Three Peasant Women"  | 1:04  |
| 6.  | "Go Away"              | 2:26  |
| 7.  | "Aurora and the Fawn"  | 2:28  |
| 8.  | "The Christening"      | 5:30  |
| 9.  | "Prince Philip"        | 2:29  |
| 10. | "The Spindle's Power"  | 4:35  |

## إصدار
تم تحديد الفيلم في الأصل لإصدار مارس 2014، قبل أن يتم تغييره إلى 2 يوليو 2014. في 18 سبتمبر 2013، تم رفع تاريخ إصدار الفيلم من 2 يوليو 2014 إلى 30 مايو 2014، بسبب وجود مشاكل في الإنتاج وتأخيرات في إنتاج فيلم The Good Dinosaur من Pixar. في المملكة المتحدة، صدر الفيلم في 28 مايو 2014.
في 22 نوفمبر 2018، أقيم عرض خاص للفيلم لمرة واحدة في صوفيا، بلغاريا في الجامعة البلغارية الجديدة، حيث يقوم الممثل البلغاري بيتر بايكوف بدبلجة كل شخصية في الفيلم عن طريق تغيير صوته من ذكر إلى أنثى. قام لاحقًا بأداء جزء من المقطع الدعائي للفيلم مباشرة خلال الدور نصف النهائي في عرض Got Talent في بلغاريا عام 2019 والذي قاده إلى نهائي الموسم. تم اختياره لاحقًا من قبل استوديوهات والت ديزني ليلعب دور الأمير فيليب باللغة البلغارية ل ماليفيسنت: عشيقة الشر.
في سبتمبر 2020، عاد الفيلم إلى دور العرض في المملكة المتحدة بعد إعادة فتحه من الإغلاق بسبب وباء كورونا.

### تسويق
في 10 أغسطس 2013، كجزء من لوحة الصور المتحركة الحية لمعرض ديزني D23 لعام 2013 في مركز مؤتمرات أنهايم في أنهايم، كاليفورنيا، كشفت ديزني النقاب عن أول مظهر لها من ماليفيسنت من خلال الكشف عن الشعار الجديد لعنوان الفيلم ومقطع مدته دقيقة واحدة من الفيلم. قامت أنجلينا جولي بزيارة مفاجئة للمعرض وتحدثت مع الحضور عن افتتانها بجمال ديزني النائم عندما كانت طفلة، وخبرتها العملية مع صانعي الأفلام في الفيلم، وحبها لشركة ديزني كما لاحظت كيف أنها أخافت الفتيات الصغيرات عندما كانت ترتدي الزي والمكياج والتمثيل أثناء التصوير ؛ أدى ذلك إلى اتخاذ قرار بتوظيف ابنتها، فيفيان جولي-بيت، لدور الأميرة الشابة أورورا، لأنها لن تخاف من والدتها أثناء التصوير الرئيسي.
أفلام والت ديزني الملصق التشويقي ل ماليفيسنت في 12 نوفمبر 2013، والذي يظهر جولي في زي ومكياج، على غرار تصوير الشخصية في الفيلم الأصلي. تم إطلاق المقطع الدعائي الأول في اليوم التالي، في 13 نوفمبر. تم إرفاق المقطع الدعائي الأول ب ثور: العالم المظلم و مباريات الجوع: ألسنة اللهب و ملكة الثلج (فيلم 2013) و أكاديمية مصاصي الدماء (فيلم). تم إصدار مقطورتين أخريين في يناير 2014، للكشف عن مظهر ماليفيسنت. ظهرت في المقطع الدعائي الثالث لانا ديل راي وهي تغني «ذات مرة في الحلم». تم إصدار المقطع الدعائي الأخير في 18 مارس 2014.
ابتداءً من 18 أبريل 2014، قامت استوديوهات ديزني هوليوود مغامرات ديزني بكاليفورنيا بمعاينة الفيلم داخل إيه بي سي ستوديوز/ المسارح، على التوالي. ظهرت ديزني إنفينيتي: مارفل سوبر هيروز ماليفيسنت كشخصية قابلة للعب باستخدام المظهر من الفيلم.

### التجديد
تم نشر رواية مرتبطة بالفيلم من تأليف إليزابيث رودنيك بواسطة دار نشر ديزني العالمية في 29 أبريل 2014.

### وسائط المنزل
تم إصدار ماليفيسنت بواسطة استوديوهات والت ديزني للترفيه المنزلي على بلو راي و DVD و Blu-ray 3D والتنزيل الرقمي في 4 نوفمبر 2014. تصدّر الفيلم مخطط مبيعات الفيديو المنزلي في الأسبوع الأول من إصداره. اعتبارًا من فبراير 2015، حقق برنامج ماليفيسنت أكثر من 74 دولارًا مليون من إجمالي مبيعات الفيديو المنزلي. تم إصدار ماليفيسنت على بلو راي عالي الدقة في 24 سبتمبر 2019.

## استقبال

### بوكس أوفيس
حصل ماليفيسنت على إجمالي 241.4 دولار مليون دولار في الولايات المتحدة وكندا، و 517.1 دولار مليون دولار في بلدان أخرى، ليصبح المجموع العالمي 758.5 دولار مليون دولار مقابل ميزانية قدرها 180 دولارا مليون. بحسابه في جميع النفقات، قدر ددلاين هوليوود أن الفيلم حقق ربحًا قدره 190.77 دولارًا مليون. في جميع أنحاء العالم، حصل الفيلم في عطلة نهاية الأسبوع الافتتاحية على 175.5 دولارًا مليون، 9 دولار مليون منها من مواقع آيماكس. كما أنه أكبر ظهور لأول مرة بين أفلام أنجلينا جولي، وفيلم الممثلة الأعلى ربحًا على الإطلاق في جميع أنحاء العالم، بالإضافة إلى رابع أعلى فيلم في عام 2014 (خلف المتحولون: عصر الانقراض، والهوبيت: معركة الجيوش الخمسة، وحراس المجرة)، والفيلم الخامس عشر الذي وزعته ديزني ليتجاوز 700 دولار مليون مارك في شباك التذاكر في جميع أنحاء العالم. الفيلم هو أيضًا واحد من أربعة إصدارات والت ديزني ستوديوز موشن بيكشرز في عام 2014 بإجمالي يزيد عن 500 دولار مليون؛ الألقاب الأخرى هي حراس المجرة و كابتن أمريكا: جندي الشتاء و الأبطال الستة.
في أمريكا الشمالية، حصل برنامج ماليفيسنت على 4.2 دولار مليون في عروض ليلة الخميس، متجاوزًا إجمالي منتصف الليل أو في وقت متأخر من الليل لأفلام الخيال الحية السابقة، أليس في بلاد العجائب، وأوز العظيم والقوي وسنو وايت وهنتسمان. بحلول نهاية يوم الافتتاح (بما في ذلك أرباح ليلة الخميس المتأخرة)، حصل الفيلم على 24.3 دولارًا مليون، على غرار أوز، ولكن قبل سنو وايت وهنتسمان وخلف أليس. أنهت ماليفيسنت أول عطلة نهاية أسبوع لها في المركز الأول بمبلغ 69.4 دولارًا مليون (6.7 تم ربح مليون منها من مواقع آيماكس و 35٪ منها من العروض ثلاثية الأبعاد)، والتي تجاوزت توقعات ديزني ب 60 دولارًا مليون افتتاح مما يجعله أكبر عرض افتتاحي في عطلة نهاية الأسبوع لفيلم حركة حية من بطولة جولي (وهو رقم قياسي احتفظ به فيلمها لعام 2008 وانتد (فيلم))، بالإضافة إلى ثالث أعلى افتتاح في عطلة نهاية الأسبوع للأنثى المنفردة نجم (خلف أول فيلمين في مباريات الجوع (سلسلة أفلام)). ذكرت ديزني أن 46٪ من مشتري التذاكر في المعاينات يوم الخميس كانوا من الذكور، بينما ذكرت تقارير نهاية الأسبوع أن جماهير الأسرة شكلت 45٪ من إجمالي جمهور الفيلم، وأن الأزواج والمراهقين يمثلون 38٪ و 18٪ على التوالي. بلغت نسبة الجماهير ورواد السينما الذين تزيد أعمارهم عن 25 عامًا 60٪ و 51٪. عزا ديف هوليس، رئيس شركة والت ديزني ستوديوز موشن بيكتشرز، هذا النجاح إلى «بعض الزخم والكلام الشفهي الرائع». حصل الفيلم خلال أسبوعه الأول على 93.8 دولارًا مليون، متقدما على بياض الثلج ولكن خلف أوز وأليس. في عطلة نهاية الأسبوع الثانية في أداء شباك التذاكر، انخفض ماليفيسنت بنسبة 50.6٪ إلى 34.3 دولار مليون، في المركز الثاني. لقد شهدت انخفاضًا أقل في عطلة نهاية الأسبوع الثانية من سنو وايت، لكنه لا يزال أكبر من أوز وأليس. في أمريكا الشمالية، ماليفيسنت هو ثامن أعلى فيلم في عام 2014.
تم افتتاح ماليفيسنت خارج أمريكا الشمالية في نفس عطلة نهاية الأسبوع مثل أمريكا الشمالية، وكسب 20.1 دولارًا مليون من 35 منطقة في أول يومين (28-29 مايو 2014). خلال عطلة نهاية الأسبوع الافتتاحية، تصدّر الفيلم شباك التذاكر بمبلغ 106.1 دولار مليون من 47 منطقة. كانت أكبر عطلات نهاية الأسبوع في الصين (22.2 دولارًا مليون)، المكسيك ($ 14.0 مليون) وروسيا ورابطة الدول المستقلة (13.0 مليون دولار) مليون). في عطلة نهاية الأسبوع الثانية من الإصدار، انخفض ماليفيسنت إلى 61.7 دولارًا مليون، من 52 سوقًا. كان في المركز الأول في شباك التذاكر خارج أمريكا الشمالية في ثلاث عطلات نهاية أسبوع، الأول والثالث (39.2 دولارًا مليون) والرابعة (47.9 دولار مليون).
ماليفيسنت هو رابع أعلى فيلم في عام 2014، وفيلم أنجلينا جولي الأكثر ربحًا. في إجمالي الأرباح، تعد اليابان أكبر أسواق الفيلم بعد أمريكا الشمالية (57.6 دولارًا أمريكيًا) مليون دولار)، الصين (47.7 مليون دولار) مليون)، المكسيك (46.2 مليون) وروسيا (37.7 مليون دولار) مليون)، البرازيل (33.2 مليون)، المملكة المتحدة (31.7 مليون دولار) مليون)، فنزويلا (24.5 مليون دولار) مليون) وإيطاليا (19.1 مليون دولار) مليون). كان أيضًا الفيلم الأكثر مشاهدة في شباك التذاكر المالطي في عام 2014، حيث استمتعت لمدة ثمانية عشر أسبوعًا.

#### التحليل التجاري
توقع ديف لويس، الذي يكتب ل هتفكس، أنه على الرغم من أن حكايات ديزني الخيالية وأداء أنجلينا جولي قد يجتذبان الجماهير، إلا أن ماليفيسنت لن يكون ربحًا مثل Oz the Great and Powerful، موضحًا أن الفيلم تم إصداره في نفس الإطار الزمني مع إصدارات تنافسية مثل مثل رجال-إكس: أيام المستقبل الماضي و Godzilla و مليون طريقة للموت في الغرب، الرغم من أنها تفوقت على تلك الأفلام لاحقًا. كتبت مجلة بوكس أوفيس أن ماليفيسنت كان لها حملة تسويقية ناجحة، وبرزت جولي في دور البطولة، وموضوعاتها «التي تقودها النساء» ومؤامرة تستهدف النساء. ومع ذلك، أشار الموقع أيضًا إلى أن الفيلم سيتنافس مع الإصدارات الصيفية الأخرى، وقد لا تجتذب شخصية ماليفيسنت الأطفال الصغار. شارك تود كننغهام من The Wrap نفس الرأي، حيث كتب، «[الفيلم] يتواصل مع الوالدين وأن قوة نجمة جولي الكبيرة لها تأثير كبير.» تنبأ مارسي ريفيكر من ويلز فارجو بأن برنامج ماليفيسنت قد يكون «قاتمًا للغاية ومخيفًا بحيث لا يمكن أن يكون مربحًا» ومن المرجح أن يجبر ديزني على «إلغاء الاشتراك»، كما ذكرت صحيفة نيويورك تايمز. بينما علق ديفيد بانك من آر بي سي كابيتال ماركتس قائلاً: «إنه بالتأكيد في مجموعة» غير مؤكد ". أوضحت صحيفة وول ستريت شيت شييت أن الفيلم اقترب من جانب "الكبار«و» الشرير«من الفيلم الكلاسيكي، واستهدف الجمهور الأكبر سنًا مثل الشباب. وكتب الموقع» إنه أمر مخيف للغاية بالنسبة للأطفال الصغار". أضاف سكرين رانت أن تصنيف بي جي للفيلم "يملأ فراغًا في السوق، والذي لا يوجد حاليًا خيار«مناسب للعائلة» تقليدي. بوكس أوفيس موجو مقارنة في المقام الأول للفيلم مع 2012 و سنو وايت والصياد (فيلم آخر أن تركز أيضا على خرافة الشرير)، وتوقع أن غاتسبي العظيم «لديه فرصة جيدة» لمطابقة شباك التذاكر سنو وايت ' الإجمالي في أمريكا الشمالية. ومع ذلك، انتهى الفيلم بتحقيق ضعف المبلغ المتوقع.
كتبت مجلة فارايتي أن افتتاح الفيلم في عطلة نهاية الأسبوع والذي تفوق على التوقعات الأولية لشباك التذاكر قد نسبه المحللون لاحقًا جزئيًا إلى التسويق الناجح لشركة ديزني إلى «التركيبة السكانية القوية» (الجماهير النسائية) تمامًا مثل الاستوديو الذي تم إنجازه مع فيلم فروزين، حيث يعرض كلا الفيلمين امرأة قوية قيادة. جادل ديزني أن عدم وجود خيارات صديقة للأسرة في السوق من شأنه أن "يبشر بالخير بالنسبة خبيث ' [شباك التذاكر] أداء" في غضون الأسابيع الأولى من إطلاقه.
تم تعويض تكلفة الفيلم بخصم من المملكة المتحدة بمبلغ 23,535,108 جنيه إسترليني (37 دولارًا) مليون في عام 2012، الفترة التي تم فيها إطلاق النار).

### استجابة حرجة
على موقع تجميع التعليقات على موقع روتن توميتوز، حصل الفيلم على معدل موافقة بنسبة 54 ٪ بناءً على 271 مراجعة، بمتوسط تقييم 5.70 / 10. إجماع من خلال الموقع حاسم على ما يلي: "أداء المغناطيسي أنجلينا جولي يتألق خبيث ' الإبهار والمؤثرات الخاصة، ولسوء الحظ، فإن الفيلم فشل حولهم لتبرير كل هذا الجهد مثير للإعجاب." على ميتاكريتيك، حصل الفيلم على متوسط مرجح قدره 56 من 100، بناءً على 44 نقادًا، مما يشير إلى «مراجعات مختلطة أو متوسطة». الجماهير التي استطلعت آراءها سينماسكور أعطت الفيلم درجة "A" على مقياس من A + إلى F.
ذكرت صحيفة نيويورك تايمز، «بجناحين قصيرين وقبلة مذهلة من الأمهات، يزيل برنامج ماليفيسنت الصور النمطية التي تم تعديلها فقط في لعبة فروزين.» كانت كيت تايلور من ذا جلوب اند ميل إيجابية للغاية بشأن الفيلم، حيث كتبت: «[إنها] مفاجأة ليس بسبب رؤيتها الباروكية لغابة ملونة تحييها الجنيات المبهجة والقلعة الممنوعة التي يسكنها البشر غير السعداء، ولكن بالأحرى بسبب الثراء المواضيعي ل قصتها جسدتها بشكل رائع أنجلينا جولي في دور البطولة». أثناء انتقادها للإفراط في استخدام تأثيرات ثلاثية الأبعاد وصور منشأة بالحاسوب (CGI)، أشادت بشكل خاص بالرسالة الإيجابية للفيلم وأداء جولي. واختتمت مراجعتها بقولها «تحيا الخلفية النسوية التحريفية». على العكس من ذلك، كتب كيث ستاسكيفيتش في مجلة إنترتينمنت ويكلي، ومنح الفيلم الدرجة "B-" وكتب أن «هناك الكثير من المنحدرات المرتفعة والنباتات الغريبة. ولكن على الرغم من تصميمها الرقمي المتطور، فإن الخلفيات تتمتع بكل عمق الخلفيات القديمة المطلية غير اللامعة للأيام التناظرية،» مما جعل الفيلم«يشعر بأنه كلاسيكي في الطبيعة». وعلق كذلك على أن «الشخصيات تتلخص في أساسياتهم، الفكاهة واسعة إلى الأبد». أعطى مايكل فيليبس من شيكاغو تريبيون الفيلم نجمتين ونصف، وعلق بأن «الصيغة» الأخيرة أن «زاوية جديدة في قصة خرافية مشهورة تظهر في الضوء» «تعمل» مع ماليفيسنت. وقال أيضًا إن الفيلم «يدور حول الأفكار الثانية»، حيث أن ماليفيسنت «يقضي الكثير من الفيلم كالعرابة الخيالية المتضاربة في أورورا.» أشاد فيليبس بشكل خاص بتمثيل جولي وإيلي فانينج، مكياج ريك بيكر (من أجل «مظهر جولي المسنن الزاوي»)، لكنه انتقد النتيجة الموسيقية لجيمس نيوتن هوارد «المليئة بالحيوية». كتب روبي كولين من ديلي تلغراف، «إن إعادة تخيل ديزني للجمال النائم تفتقر إلى السحر الحقيقي، لكن أنجلينا جولي تنقذ الموقف». أعطت بيتسي شاركي من صحيفة لوس أنجلوس تايمز مراجعة إيجابية للفيلم، حيث كتبت «هذا هو فيلم جولي بسبب فيلم ماليفيسنت الذي تصنعه. كل شخص آخر، حتى أورورا، يتلاشى في وجودها». كتب جيه سي ماتشيك ث من بوبماترس، «حتى في أسخفها، فإن فيلم ماليفيسنت هو فيلم جيد التمثيل، حيث قدم شارلتو كوبلي أداءً لا يُنسى وأثبت إيل فانينغ أنه خيار مستوحى من أورورا / الجميلة النائمة. تمكنت جولي من سرقة برنامجها الخاص في معظم المشاهد. جولي ممتازة مثل الجنية المأمولة، تستمتع بالعالم الذي تحلق فيه. إنها أيضًا رائعة مثل السيدة المظلمة، والتي يمكن أن تكون النظير المثالي لأي دارث فيدر، لأنها تنتقم بحقد من أولئك الذين ظلموها.»
منحت آن هورنادي من صحيفة واشنطن بوست الفيلم ثلاثة ونصف من أصل أربعة نجوم، وعلقت قائلة: "مع ذلك، رغم كل قيودها، تمكنت ماليفيسنت من أن تكون مسلية بشكل غير محتمل للمشاهدة، بسبب طابعها الوحيد". من خلال الكتابة لموقع روجر إيبرت، منح مات زولر سيتز ماليفيسنت ثلاثة من أصل أربعة نجوم، مشيدًا بموضوعات الفيلم وتمثيل جولي. كما وصف سيتز المشهد الذي تكتشف فيه ماليفيسنت فقدان جناحيها بأنه "الصورة الأكثر صدمة التي رأيتها في إحدى قصص هوليوود الخيالية منذ التضحية الشبيهة بالمسيح لأصلان في 2005 سجلات نارنيا: الأسد، الساحرة وخزانة الملابس. أوضحت المراجعة في ذا جلوبال آند ميل أيضًا أنه "في السياق البسيط لقصة خرافية، تجعل جولي المخلوق المرعب المقرن وإيقاظها التدريجي مخلصين"، وتمجيد "الثراء العاطفي" وراء أفعالها الجسدية. شعر ريتشارد روبر من شيكاغو صن تايمز بمزيد من السلبية، وعينها على D. على الرغم من أن روبر أشاد بالصور، إلا أنه انتقد التمثيل والكتابة، قائلاً إن "القصة نفسها قد تضعك في نفس النوع من الغيبوبة التي تصيب البطلة. " ومع ذلك، انتقد البعض مثل ستيلا مورابيتو من الفدرالي (موقع الكتروني) الفيلم لتصويره السلبي للرجال. وفقًا لمورابيتو، "تفتقر ماليفيسنت إلى شخصية ذكورية واحدة معقدة". كما انتقد مورابيتو الفيلم لتصويره ماليفيسنت كبطل.
ماري كوستا، التي عبرت عن أورورا في فيلم الرسوم المتحركة لعام 1959، وصفت الفيلم بأنه «فيلم جيد جدًا». وأضافت أن «المفهوم والمنظور مختلفان كلياً عن الفيلم الأصلي مما يجعله جديداً ومثيراً للاهتمام». أما بالنسبة لأداء جولي، فقالت: «لا أحد يستطيع أن يلعب دور ماليفيسنت بشكل أفضل»، وخلصت إلى أنها «كانت رائعة للغاية!»

## الجوائز
| قائمة الجوائز والترشيحات                                    | قائمة الجوائز والترشيحات                                                         | قائمة الجوائز والترشيحات                                        | قائمة الجوائز والترشيحات |
| جائزة / مهرجان سينمائي                                      | الفئة                                                                            | المستلم (المستلمون)                                             | نتيجة                    |
| ----------------------------------------------------------- | -------------------------------------------------------------------------------- | --------------------------------------------------------------- | ------------------------ |
| حفل توزيع جوائز الأوسكار السابع والثمانين                   | أفضل تصميم أزياء                                                                 | آنا ب.شيبارد                                                    |                          |
| جمعية نقاد بث الأفلام                                       | أفضل تصميم أزياء                                                                 | آنا ب.شيبارد                                                    |                          |
| جمعية نقاد بث الأفلام                                       | أفضل شعر ومكياج                                                                  |                                                                 |                          |
| مهرجان هارتلاند السينمائي                                   | جائزة الفيلم المتحرك حقًا                                                         | روبرت سترومبرج                                                  |                          |
| جوائز هوليوود السينمائية                                    | تصميم إنتاج هوليوود                                                              | ديلان كول وجاري فريمان                                          |                          |
| جوائز هوليوود الموسيقية في وسائل الإعلام                    | النقاط الأصلية - SI-FI / Fantasy Film                                            | جيمس نيوتن هوارد                                                |                          |
| جوائز اختيار الأطفال من Nickelodeon Mexico                  | الفيلم المفضل                                                                    |                                                                 |                          |
| جوائز اختيار الجمهور                                        | الفيلم المفضل                                                                    |                                                                 |                          |
| جوائز اختيار الجمهور                                        | فيلم العائلة المفضل                                                              |                                                                 |                          |
| جوائز اختيار الجمهور                                        | ممثلة الفيلم المفضل                                                              | أنجلينا جولي                                                    |                          |
| جوائز اختيار الجمهور                                        | ممثلة فيلم العمل المفضل                                                          | أنجلينا جولي                                                    |                          |
| جمعية نقاد فيلم فينيكس                                      | أفضل فيلم عائلي مباشر                                                            |                                                                 |                          |
| جمعية نقاد فيلم فينيكس                                      | أفضل تصميم أزياء                                                                 | آنا ب.شيبارد                                                    |                          |
| جوائز الأقمار الصناعية                                      | أفضل تصميم أزياء                                                                 | آنا ب.شيبارد                                                    |                          |
| جوائز الأقمار الصناعية                                      | أفضل تصميم للإخراج والإخراج الفني                                                | ديلان كول وفرانك والش وغاري فريمان                              |                          |
| جوائز اختيار المراهقين                                      | فيلم الاختيار: أكشن                                                              |                                                                 |                          |
| جوائز اختيار المراهقين                                      | أفضل ممثلة فيلم: أكشن                                                            | أنجلينا جولي                                                    |                          |
| جوائز اختيار المراهقين                                      | أفضل ممثلة فيلم: أكشن                                                            | إيل فانينغ                                                      |                          |
| حفل توزيع جوائز الأكاديمية البريطانية السنوي للأطفال رقم 45 | فيلم BAFTA Kid's Vote - فيلم عام 2014                                            |                                                                 |                          |
| حفل توزيع جوائز الأكاديمية البريطانية السنوي للأطفال رقم 45 | فيلم روائي طويل للأطفال                                                          |                                                                 |                          |
| جائزة ساتورن                                                | أفضل فيلم خيالي                                                                  |                                                                 |                          |
| جائزة ساتورن                                                | أفضل ممثلة                                                                       | أنجلينا جولي                                                    |                          |
| جائزة ساتورن                                                | أفضل أداء لممثل أصغر سنا                                                         | إيل فانينغ                                                      |                          |
| جائزة ساتورن                                                | أفضل زي                                                                          | آنا ب.شيبارد                                                    |                          |
| جائزة اختيار الأطفال                                        | الفيلم المفضل                                                                    |                                                                 |                          |
| جائزة اختيار الأطفال                                        | الممثلة المفضلة                                                                  | أنجلينا جولي                                                    |                          |
| جائزة اختيار الأطفال                                        | الشرير المفضل                                                                    | أنجلينا جولي                                                    |                          |
| جائزة اختيار الأطفال                                        | الممثلة المفضلة                                                                  | إيل فانينغ                                                      |                          |
| جوائز جمعية المؤثرات البصرية (جوائز VES)                    | تأثيرات بصرية رائعة في صورة الحركة الواقعية / الحية التي تحركها المؤثرات البصرية | كاري فيليجاس، باري هيمسلي، آدم فالديز، كيلي بورت، مايكل داوسون  |                          |
| جوائز جمعية المؤثرات البصرية (جوائز VES)                    | الأداء المتميز لشخصية متحركة في صورة الحركة الواقعية / الحية                     | دارين هندلر، ماتياس ويتمان، جيريمي بوتيل، إليوت روزنشتاين       |                          |
| جوائز هوليوود بوست ألاينس (جوائز HPA)                       | تأثيرات بصرية رائعة - فيلم روائي طويل                                            | كاري فيليجاس، آدم فالديز، سيث موري، كيفن هان، ديفيد سيجر // MPC |                          |

## إسقاطات

### اغتصاب رمزي
رأى العديد من المعلقين والمعلقين أن مشهدًا مبكرًا في الفيلم، حيث تعاط ستيفان المخدرات ماليفيسنت وأزال جناحيها من جسدها اللاواعي، هو استعارة للاغتصاب. فسرت هايلي كريشنر من هافينغتون بوست المشهد على أنه إشارة مهمة لثقافة الاغتصاب: «هذا هو الجانب المروع لثقافة الاغتصاب. نحن متورطون في ذلك لدرجة أنه من المستحيل تجاهل اغتصاب مجازي يحدث في فيلم ديزني». وامتدحت الفيلم لأنه أعطى رسالة إيجابية ومفعمة بالأمل لضحايا الاغتصاب، مما سمح في النهاية «للمرأة بالتعافي. يعطيها وكالتها. يمنحها القوة. يسمح لها باستعادة القصة». لاحظت مونيكا بارتيزل من The Week الآثار المترتبة على المشهد في مراجعتها: «في أول فيلم، يقدم ماليفيسنت استكشافًا غامضًا ومدهشًا للبالغين للاغتصاب وتشويه الإناث».
ومع ذلك، ذهب بارتيزل إلى أن الفيلم صور تصرفات ماليفيسنت على أنها «خيال انتقام من الاغتصاب» وانتقد الفيلم لعدم متابعة نصه الفرعي المبكر، ووصفه في النهاية بأنه أقل نسوية واختزالية مقارنة بنظيره في عام 1959: «In ماليفيسنت، أورورا هو نتاج زواج بارد بلا حب ومغتصب انتقامي ومضطرب. تعتمد سلامتها على ثلاثة جنيات جاهلة ومهملة بشكل خطير، ووالدتها هي المرأة التي سبتها - والتي بدورها انتهكها والدها».
تناولت أنجلينا جولي هذه القضية خلال مقابلة مع راديو بي بي سي 4 في برنامج ساعة المرأة وزعمت أن النص الفرعي كان مقصودًا: «تم طرح السؤال: ما الذي يمكن أن يجعل المرأة تصبح مظلمة جدًا وتفقد كل إحساسها بالأمومة وأنوثتها ونعومتها؟... كنا مدركين للغاية، الكاتب وأنا، أن [المشهد] كان تشبيهًا مجازيًا للاغتصاب». وأوضحت كذلك أن الإجابة على السؤال «ما الذي يمكن أن يعيدها؟» كانت لا تزال «نسخة متطرفة من ديزني، مرحة [للقصة]»، ولكن «في جوهرها هي الإساءة، وكيف يكون للمعتدى عليهم خيار الإساءة للآخرين أو التغلب على الأشخاص المحبين والمفتوحين والبقاء محبين».

### الرأسمالية والاشتراكية
جوردان شابيرو من مجلة فوربس جادل بأن النص الرئيسي للفيلم كان الآثار الضارة للانذارات بين المجتمعات الرأسمالية والاشتراكية. وأشار إلى أن المور يمثلون مجتمعًا اشتراكيًا وديمقراطيًا وموجهاً نحو الطبيعة، بينما كانت المملكة البشرية واحدة من الرأسمالية والصناعة والملكية المطلقة. وعلق شابيرو كذلك على أن شخصية ستيفان، وسرقته لثروات المغاربة (الجوهرة)، وتشويهه لأجنحة ماليفيسنت من أجل طموحه كانت إشارات إلى الحلم الأمريكي.
لقد تصور مشهد تمزيق الأجنحة على أنه «تعليق اجتماعي على أن أي صعود هرمي للسلطة يحدث بطبيعته من خلال استغلال الآخرين»، موضحًا أن هذا هو السبب في «بدون جناحيها، تصبح ماليفيسنت أيضًا حاكمًا قمعيًا للمور. كل ما تمثله وتؤمن به وتؤيده قد تم تأصيله»، و«مثل معظم ضحايا الاضطهاد»، «تأخذها على من هم أصغر وأضعف». وخلص إلى أنه من خلال اندماج المملكتين في نهاية الفيلم، سعت إلى نسج الرأسمالية والاشتراكية معًا والتخلي عن المعارضين: «لقد حان الوقت لمغادرة مملكة المعارضات الحزبية المألوفة: فلنستبدل إما / أو بأحدهما. / ولا أو كليهما / و».

## تكملة
في 3 يونيو 2014، ألمحت أنجلينا جولي إلى إمكانية تكملة. في 15 يونيو 2015، أعلنت ديزني عن التكملة مع عودة ليندا وولفيرتون لكتابة السيناريو وجو روث لإنتاج الفيلم. في 26 أبريل 2016، تم التأكيد على أن جولي ستعيد تمثيل دورها في فيلم ماليفيسنت. في 30 أغسطس 2017، استأجرت ديزني كاتب السيناريو جيز باتروورث لإعادة كتابة السيناريو الأولي بواسطة وولفيرتون. في 3 أكتوبر 2017، أفيد أن Joachim Rønning (Pirates of the Caribbean: Dead Men Tell No Tales) يجري محادثات حول إخراج الجزء الثاني.
في يناير 2018، تم الإبلاغ عن بدء التصوير في ربيع 2018، وأن باتريك تاتوبولوس قد انضم إلى الطاقم كمصمم إنتاج. في أبريل 2018، تم الإعلان عن Ed Skrein للعب دور الشرير في الفيلم، وأنه تم تعيين Elle Fanning لإعادة تمثيل دورها في دور أورورا.
في 27 أبريل 2018، أفيد أن ميشيل فايفر كانت تجري محادثات متقدمة للعب ملكة في التكملة، في حين أن أحدث مسودة للسيناريو كتبها نوح هاربستر وميكا فيتزرمان بلو. في 2 مايو 2018، أفيد أن هاريس ديكنسون قد انضم إلى فريق التمثيل مثل الأمير فيليب، ليحل محل برينتون ثويتس، الذي لم يكن قادرًا على إعادة الدور بسبب تضارب المواعيد. في 4 مايو 2018، أُعلن أن Chiwetel Ejiofor (الذي عمل سابقًا مع Jolie in Salt)، كان في محادثات للانضمام إلى طاقم التكملة باعتباره اهتمامًا محتملاً بالحب ل ماليفيسنت. في 17 مايو 2018، تم الإعلان عن انضمام جين موراي إلى فريق التمثيل.
في 23 مايو 2018، تم الإبلاغ عن انضمام ديفيد جياسي إلى فريق التمثيل في دور غير محدد. في 29 مايو، بدأ الفيلم رسمياً بالتصوير حيث تم الكشف عن طاقم الممثلين والمختصر.
اختتم التصوير الرئيسي في 24 أغسطس 2018. صدر الفيلم في 18 أكتوبر 2019.

## نبذة عن الإصدار

### الميزانية والإيرادات
بلغت تكلفة إنتاج الفيلم حوالي 180 مليون دولار. وحصل على أكثر من 700 مليون دولار.

### ردود النقاد
حصل الفيلم على تقييم 50 بالمئة ونتيجة 5.6 من 10 على موقع الطماطم الفاسدة، حصل على تقييم 56 في موقع ميتاكريتيك بناءً على 44 ناقدًا.

## روابط خارجية
- الموقع الرسمي
- مقالات تستعمل روابط فنية بلا صلة مع ويكي بيانات